# Cornelis Cels

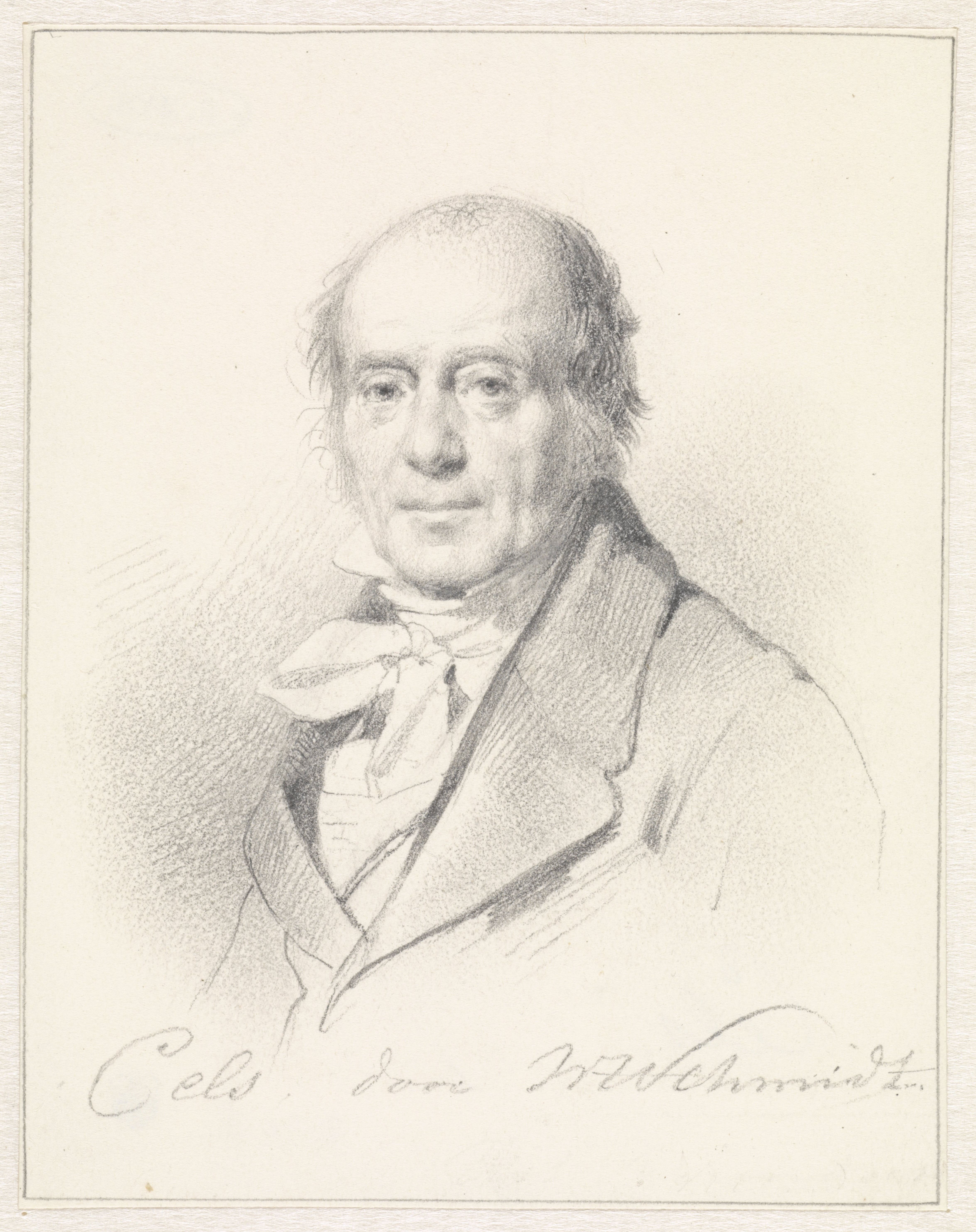
Portret van Cornelis Cels door Willem Hendrik Schmidt

Cornelis Cels (Lier, 10 juni 1778 - Brussel, 3 maart 1859) was een Belgisch kunstschilder.

## Levensloop
In 1800 werkte Cels gedurende enkele maanden in Parijs bij Joseph Suvée. Daarna vertrok hij naar Italië, waar hij zeven jaar verbleef. Hij werd er onder meer leraar aan de Academie Sint-Lucas in Rome.
Terug in de Zuidelijke Nederlanden in 1808, verbleef hij in Antwerpen en in Brussel. Van 1815 tot 1820 was hij in Den Haag gevestigd. Van 1820 tot 1827 was hij directeur van de kunstacademie in Doornik. In 1827 vestigde hij zich in Brussel en bleef er wonen tot aan zijn dood.

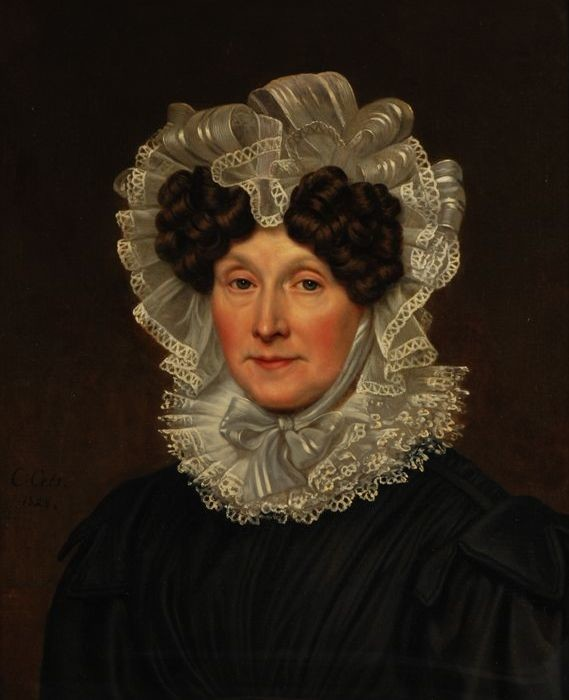
Portret van Anna-Josina van der Pot door Cornelis Cels

## Werken
- Marteldood van de heilige Barbara (voor de Sint-Salvatorskerk Brugge) (1809).
- De onthoofding van Johannes de Doper (voor de Sint-Gummaruskerk Lier) (ca. 1808).
- Portret van Anna Josina van der Pot (ca. 1815-1820).
- Het kasteel van David Teniers in Perk.
- Portret van een jonge man, 1817.
- Portret van een man die een boek leest, 1818.
- Zwitserse boerin, 1820-1821, Rijksmuseum.
- Portret van Françoise de Taffin, burggravin du Tertre, 1828.
- Kruisafneming, 1830, Sint-Pauluskerk Antwerpen.
- Portret van Jessy Macpherson, 1836.
- Portret van Louise de Kuiper, 1840.

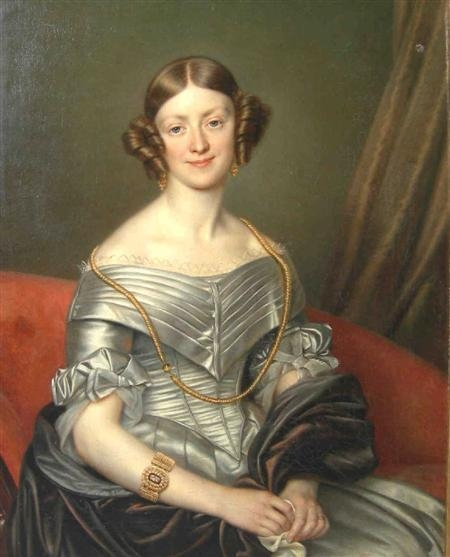
Portret van Jessy Macpherson door Cornelis Cels

- Portret van een vrouw, 1843.